# Del Mar (Kalifornien)
Del Mar ist eine Küstenstadt im San Diego County im US-Bundesstaat Kalifornien.
Sie liegt am Pazifik zwischen Los Angeles und San Diego westlich der Interstate 5. 1882 gründete Theodore Loop, ein ehemaliger Eisenbahnangestellter, zusammen mit seiner Frau Ella eine Zeltstadt am Strand und nannte diesen Ort Del Mar, nach einem bekannten Gedicht The fight on Paseo Del Mar. Im Jahre 1910 wurde das Stratford Inn Hotel gebaut, das schnell zu einem Magneten für Hollywoodstars wurde. 1959 wurde Del Mar unabhängig von San Diego. Das U.S. Census Bureau hat bei der Volkszählung 2020 eine Einwohnerzahl von 3.954 auf einer Fläche von 4,6 km² ermittelt. Del Mar ist für seine Pferderennbahn und seine Strände bekannt.
Del Mar besaß einen bekannten Skatepark, der Mitte der 1980er Jahre wegen mangelnder Einnahmen geschlossen wurde. Dort begannen viele Skater, wie zum Beispiel Tony Hawk, ihre Karriere.
In Del Mar findet in jedem Sommer das San Diego County Fair statt, eines der größten Volksfeste des Countys, welches alljährlich über eine Million Besucher anlockt.

## Söhne und Töchter der Stadt
- Bruce Gilbert (* 1947), Filmproduzent und Drehbuchautor
- Tim Lambesis (* 1980), Rockmusiker
- Rachel Van Hollebeke (* 1985), Fußballnationalspielerin
- Kristin Hayter (* 1986), Musikerin
- Rachael Flatt (* 1992), Eiskunstläuferin